# Монстранция

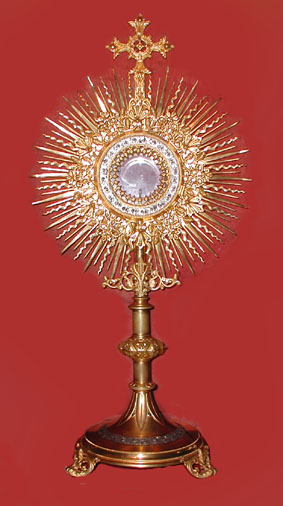
Монстранция. 1780-е гг. Вена

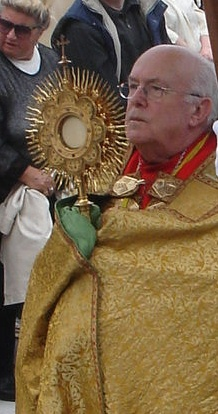
Кардинал Даннеелс с монстранцией. Брюссель

Монстра́нция, монстранц (фр. monstrance, от лат. monstrare, итал. mostrare — показывать, демонстрировать) — в Католической церкви разновидность реликвария, предназначенного для адорации — внелитургического почитания Святых Даров, освящённых в ходе Евхаристии.
Также используется в англиканской и лютеранской церквях в качестве выносного (переносного) реликвария.

## Происхождение и терминология
Наряду с термином «монстранция» употребляется термин остенсориум (лат. ostensorium, от лат. ostendere — открывать, выставлять). Название «оstensorium», согласно тексту «Католической энциклопедии», означает «в соответствии с его этимологией, сосуд, предназначенный для удобной демонстрации какого-либо объекта благочестия. И название ostensorium, и родственное ему слово monstrance (monstrancia), первоначально применялись ко всем видам сосудов ювелирных или серебряных дел мастеров, в которых стекло или горный хрусталь использовались таким образом, чтобы можно было легко различить их содержимое». Позднейшее употребление «ограничивает оба термина сосудами, предназначенными для демонстрации Святого Причастия, и только в этом смысле мы ныне используем слово остенсориум».
В отношении небольших сосудов и переносных жертвенников, предназначенных для приема Евхаристии, в Средневековье использовали название «мельхиседек» (фр. melchisédechs, связанное с библейским описанием приношения Мелхиседека Аврааму.
На языке старых литургических руководств остенсориумы называли также табернаклями (лат. tabernaculum — палатка, будка, шатёр), именно под таким названием подобные реликварии получили особое благословение в «Pontificale Romanum». Используются и другие обозначения, из которых наиболее распространено кустодия (лат.  custodia — охрана, охранение) — ёмкость для святых мощей, в новейшее время чаще в виде нагрудной подвески. В Шотландии до Реформации остенсориум обычно называли «евхаристией», в Англии — «монстралом» (англ. monstral).
Происхождение монстранцев восходит к XIII веку, времени основания Праздника Тела и Крови Христовых — «Корпус Кристи» (лат. Corpus Christi — Тело Христово) и связанных с праздником процессий со Святыми Дарами. Торжественное шествие учредил папа Иоанн XXII в 1318 году. Тридентский собор (1545—1563) подтвердил эту практику, рассматривая её как публичное исповедание веры в реальное присутствие Христа в Евхаристии. Использование монстранцев в соборах и шествиях достигло своего пика в XIV и XV веках, особенно во Фландрии и Германии.

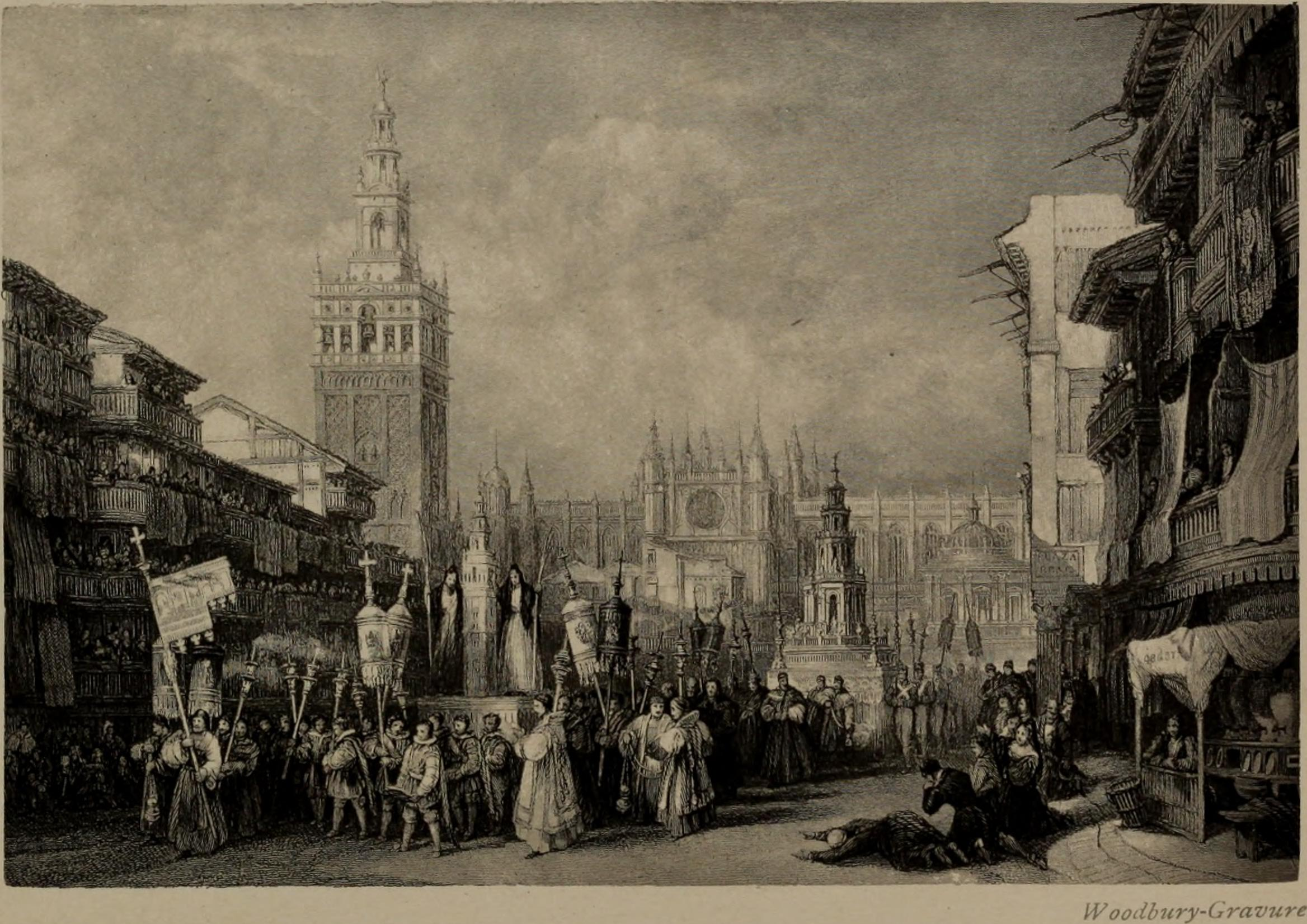
Монстранция в процессии Корпус Кристи от собора в Севилье. Гравюра 1893 г.

## Обрядность
Обряд адорации начинается с выставления гостии в монстранции на алтарь храма. Клирики и прихожане в это время преклоняют колени. Выставление сопровождается песнопениями, посвящёнными Евхаристии — чаще всего в начале адорации поётся O salutaris hostia, а в конце — Tantum ergo. После выставления Святых Даров присутствующие на богослужении молятся либо в безмолвии, либо произнося вслух определённые молитвы. Поклонение Святым Дарам завершается благословением, когда священник благословляет коленопреклонённых верующих. В знак почитания Святых Даров священник или диакон, переносящий монстранцию в ходе адорации, держит её не голыми руками, а через края наплечного плата (гумерала). После завершения обряда поклонения Святым Дарам гостия извлекается из монстранции и помещается в храмовую дарохранительницу.

## Монстранцы в истории искусства
Одним из первых примеров использования специального сосуда, созданного для евхаристических процессий, является дар, завещанный архиепископом Робертом Кортни, умершим в 1324 году, соборной церкви в Реймсе. Вместе с другими драгоценными изделиями он завещал «золотой крест, украшенный драгоценными камнями и имеющий в центре кристалл, в который помещено Тело Христово, и его несут в процессии в праздник Святейшего Таинства».
В Византии обычай вынесения реликвий во время богослужения известен с начала XIII века. Для этого делали специальные сосуды из горного хрусталя, добываемого в Египте. Их называли фатимидскими сосудами, по образцам тех, что изготавливали в Египте во время правления арабских халифов из рода Фатимидов (909—1171). Арабские мастера изготавливали сосуды из горного хрусталя, яшмы, оникса. Эти изделия привозили в Европу византийские торговцы. Их использовали в качестве реликвариев. Ранние реликварии такого рода хранятся в сокровищнице храма Св. Марка в Венеции.
В романскую, а затем в готическую эпоху монстранцы изготавливали из позолоченного серебра, сложной архитектонической формы, воспроизводящей в миниатюре готический собор. В центре помещается небольшой прозрачный цилиндр, в котором находилась гостия либо иные реликвии.
С XV века монстранцы стали делать в виде плоского прозрачного диска, окружённого золотыми лучами, символизирующими Божественный свет. Вся конструкция увенчана крестом. Один из самых знаменитых реликвариев такого рода, работы венского мастера 1698 года находится в Сокровищнице монастыря Лорета в Праге.
В XVI веке сложился обычай создания выносных реликвариев огромных размеров, высотой полтора или даже два метра. Конечно, было необходимо, чтобы в таких случаях капсула, в которой непосредственно находилось Святое Причастие, была съёмной, дабы её можно было использовать для благословения.
Выдающимися мастерами монументальных выносных монстранций были испанские мастера Хуан де Арфе-и-Вильяфанье и его брат Антонио. Их отец и дед Энрике де Арфе также занимались этим ремеслом. В 1580 году Хуан де Арфе принял участие в конкурсе на создание монстранции для Севильского собора. Монстранция Севильского собора имеет высоту 3,80 метра.
Великолепный монстранц собора в Толедо, созданный по заказу архиепископа Толедо Франсиско Хименеса де Сиснероса между 1515 и 1524 годами, имеет высоту 2,5 м и вес 172 кг. Его изготовление длилось более ста лет, он украшен 260 статуэтками из позолоченного серебра и множеством драгоценных камней. Для его изготовление использовано золото, доставленное в Испанию Х. Колумбом из Нового Света. Венчает дароносицу крест с бриллиантами Это произведение создано Энрике де Арфе. На изготовление дароносицы пошло 18 кг золота и 183 кг серебра. В Толедо существует традиция торжественной процессии с этой монстранцией по улицам города на праздник Тела и Крови Христовых. Драгоценный предмет везут в этой процессии на специальной платформе.
«Ватиканский остенсориум» (Ostensorio Vaticana) представляет собой архитектонический реликварий — миниатюрную реплику монументального кивория над алтарём Собора Святого Петра. Последний раз его использовал Папа Бенедикт XVI.
Один из самых крупных архитектонических монстранцев из позолоченного серебра (его высота 1,12 м) хранится в Санкт-петербургском Эрмитаже. На высоком стояне с шестилопастным основанием помещена условная модель готического храма с аркбутанами и контрфорсами, декоративными элементами и шатровым навершием с крестом. Внутри стеклянного цилиндра помещена лунула для гостии, которую поддерживают фигурки двух коленопреклоненных ангелов. На основании награвированы изображения Св. Николая (епископа на троне?), Св. Иоанна (держащего бандероль с надписью: «S. Iohana») и Христа с орудиями Страстей. Монстранц создан в 1473—1474 годах в Ревеле (Таллине) для церкви Св. Николая. Надпись на нём гласит: «Ханс Риссенберг сделал этот монстранц с Божьей помощью, Амен… в году нашего Господа 1474». В 1525 году, после победы лютеранства, реликварий перестал быть священным сосудом и перешёл в собственность города, однако продолжал храниться в ризнице церкви. В 1711 году, после взятия Ревеля русскими войсками в ходе Северной войны, магистраты Ревеля в знак примирения преподнесли монстранц А. Д. Меншикову, который подарил его царю Петру I для будущей Кунсткамеры. Монстранц упоминается в документах собрания петербургской Кунсткамеры 1725 года, там, вероятно, находились и другие похожие реликварии.

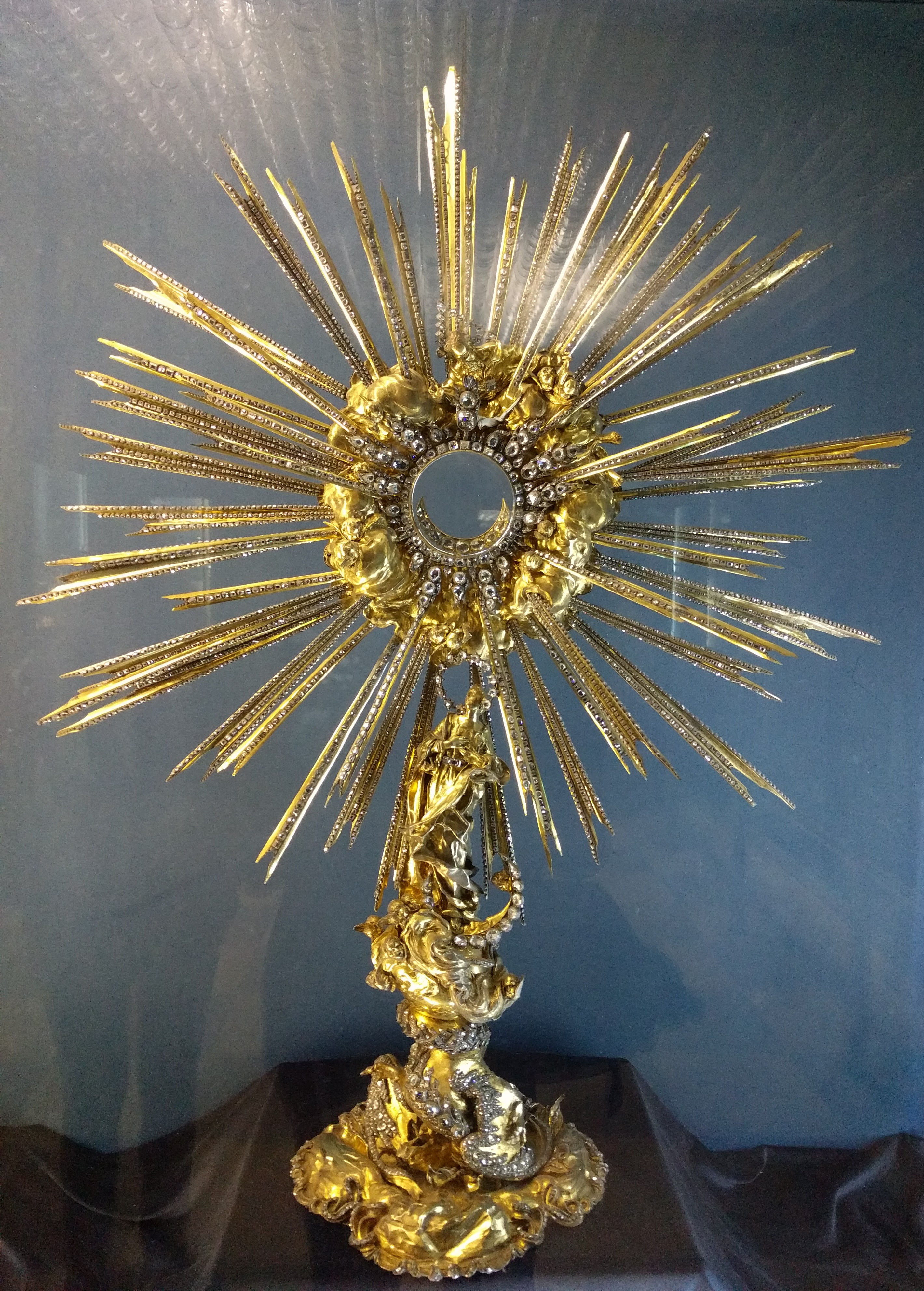
Монстранц. 1698. Вена. Золото, бриллианты. Сокровищница монастыря Лорета в Праге, Чехия
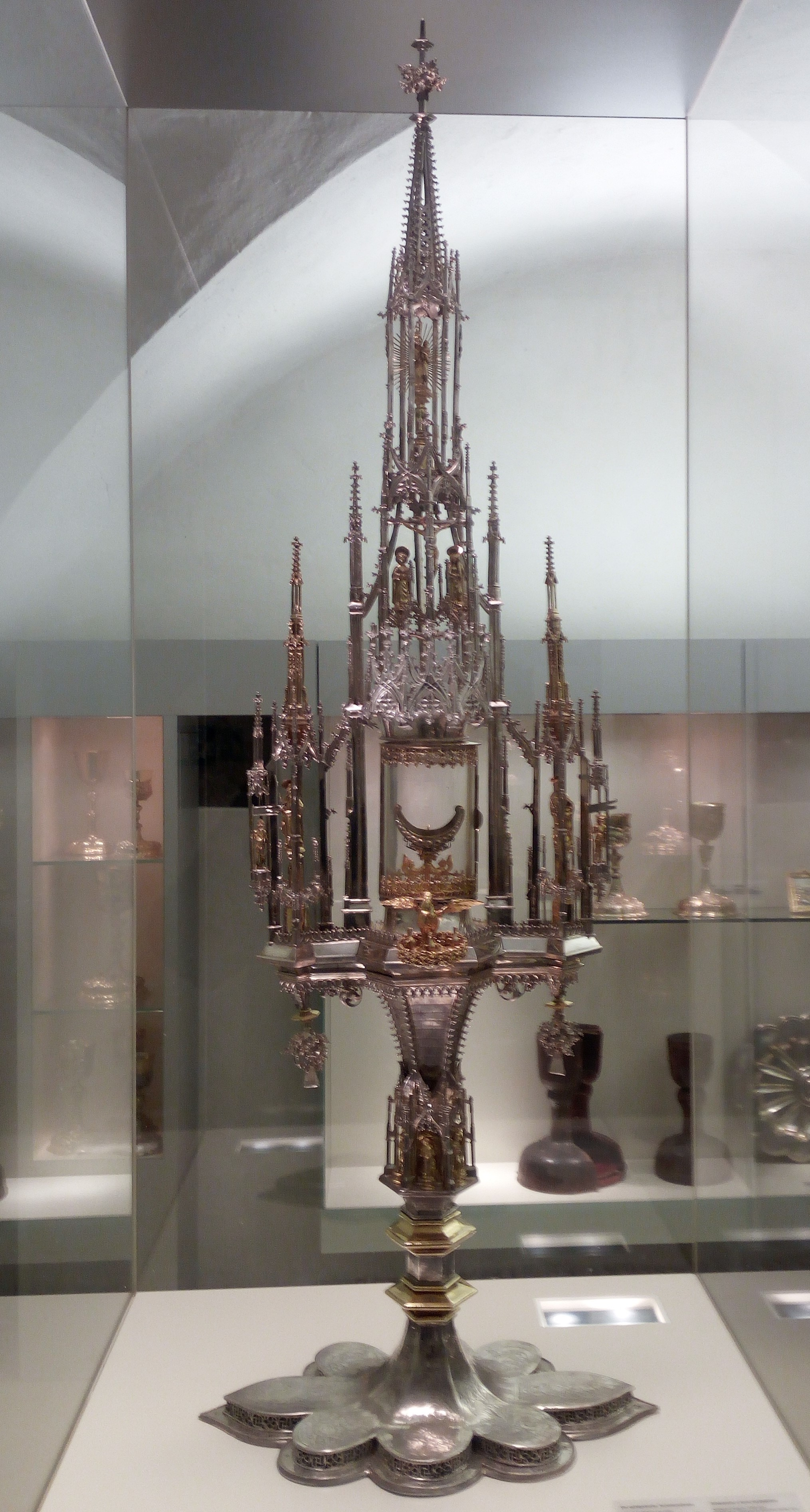
Архитектонический монстранц. Ок. 1490 г. Германия. Сокровищница собора в Больцано, Южный Тироль
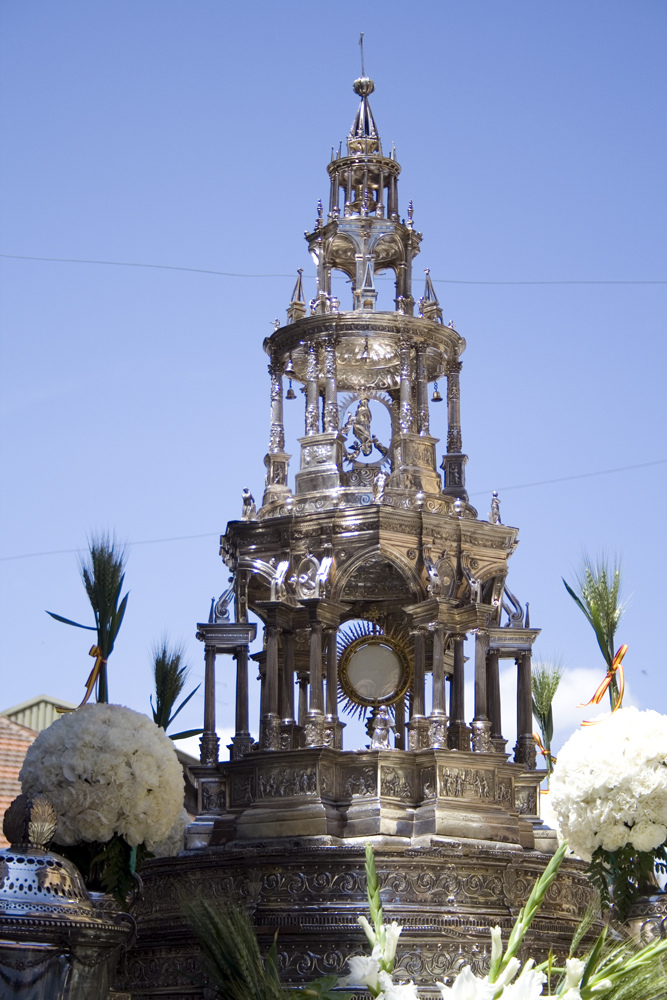
Хуан де Арфе-и-Вильяфанье. Кустодия собора Вальядолида в процессии праздника «Тела и Крови Христовых» (Corpus Christi)
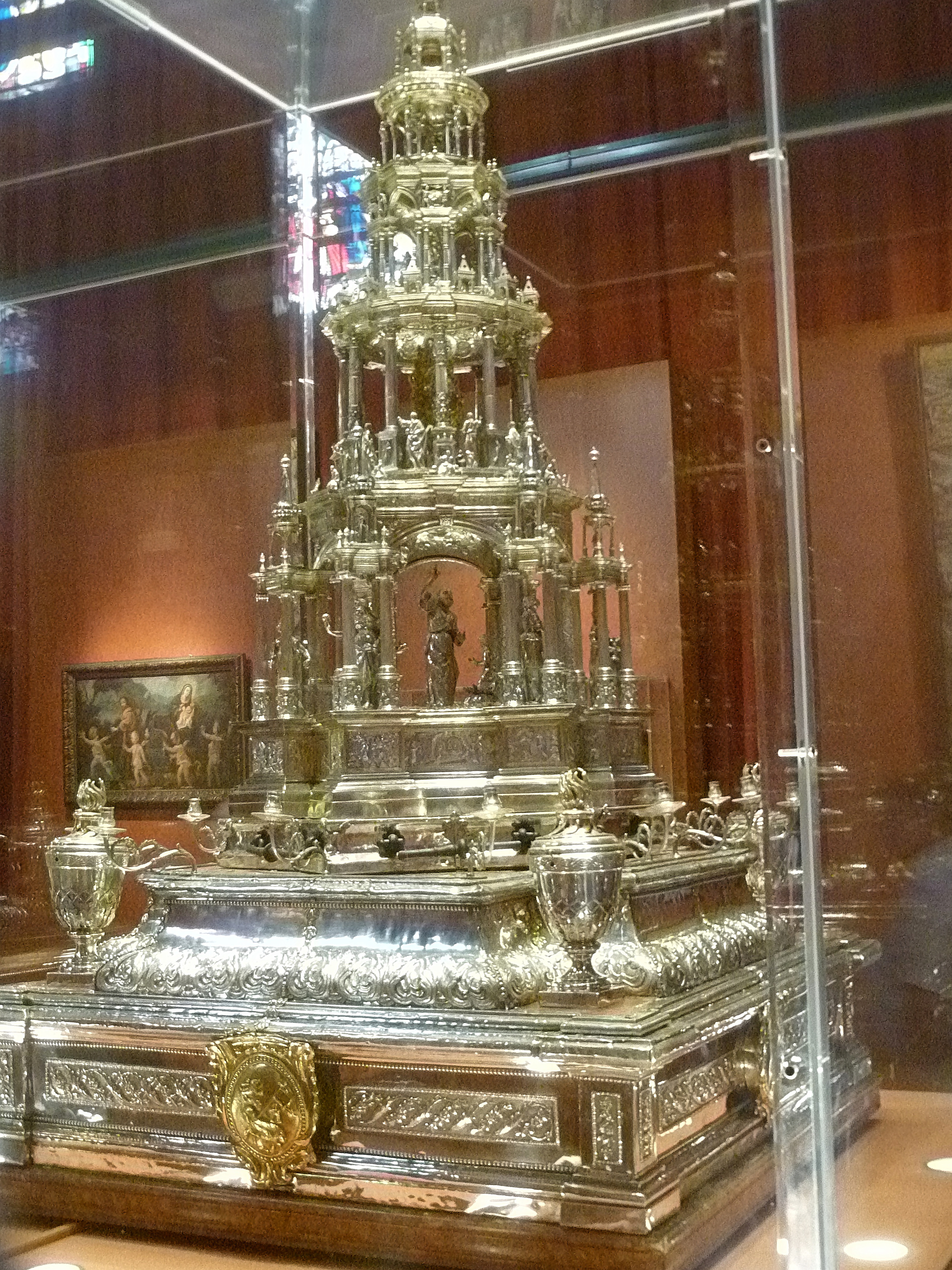
Хуан де Арфе-и-Вильяфанье. Монстранция собора Спасителя Авилы. 1571. Серебро. Музей собора, Авила
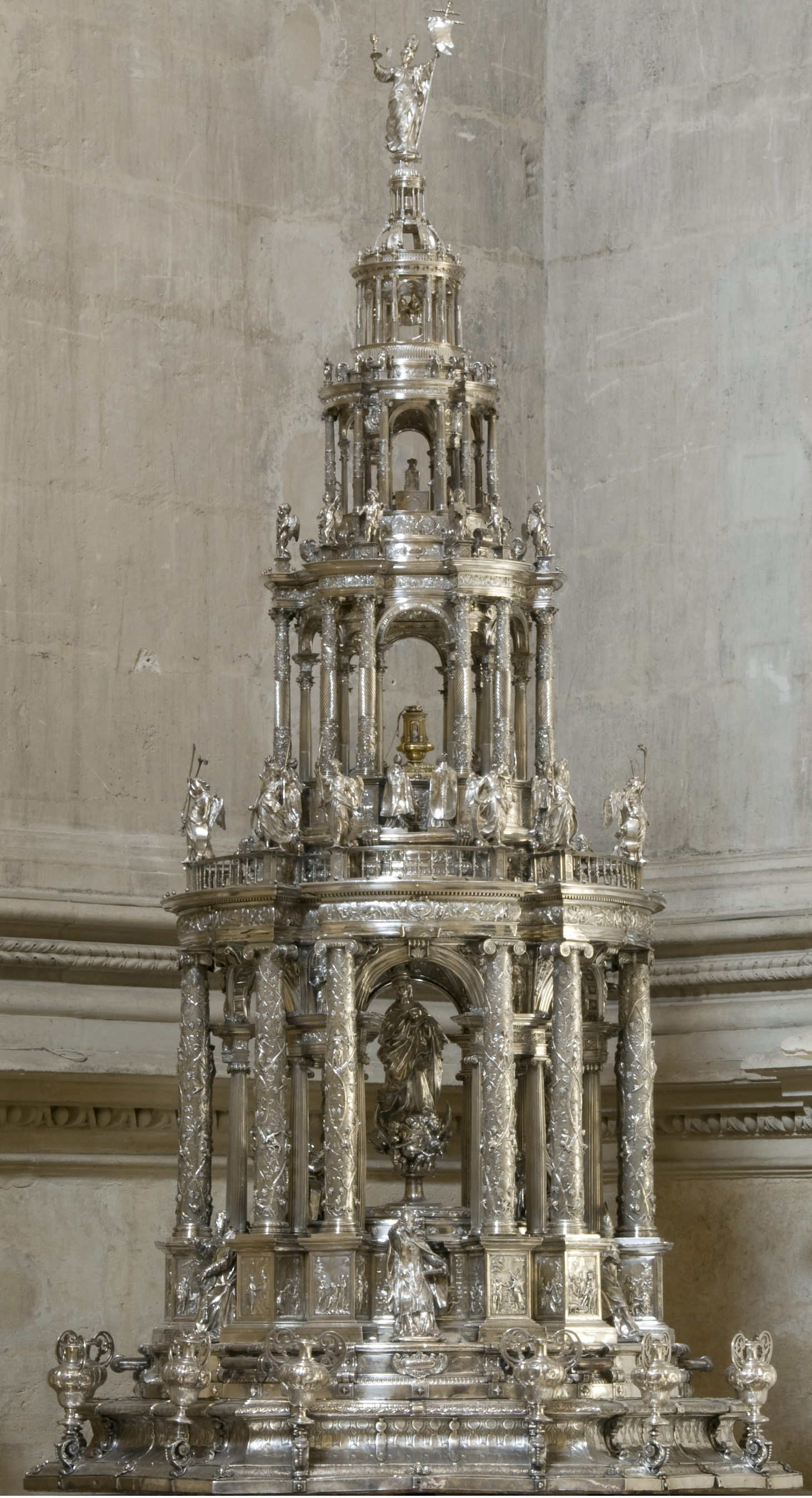
Хуан де Арфе-и-Вильяфанье. Монстранция кафедрального собора Севильи
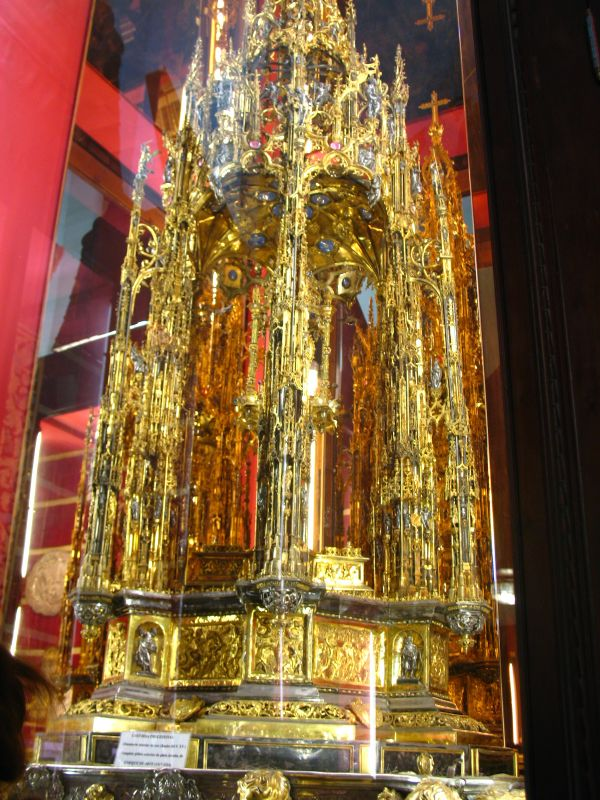
Энрике де Арфе. Монстранция (кустодия). Между 1515 и 1524. Сокровищница собора в Толедо
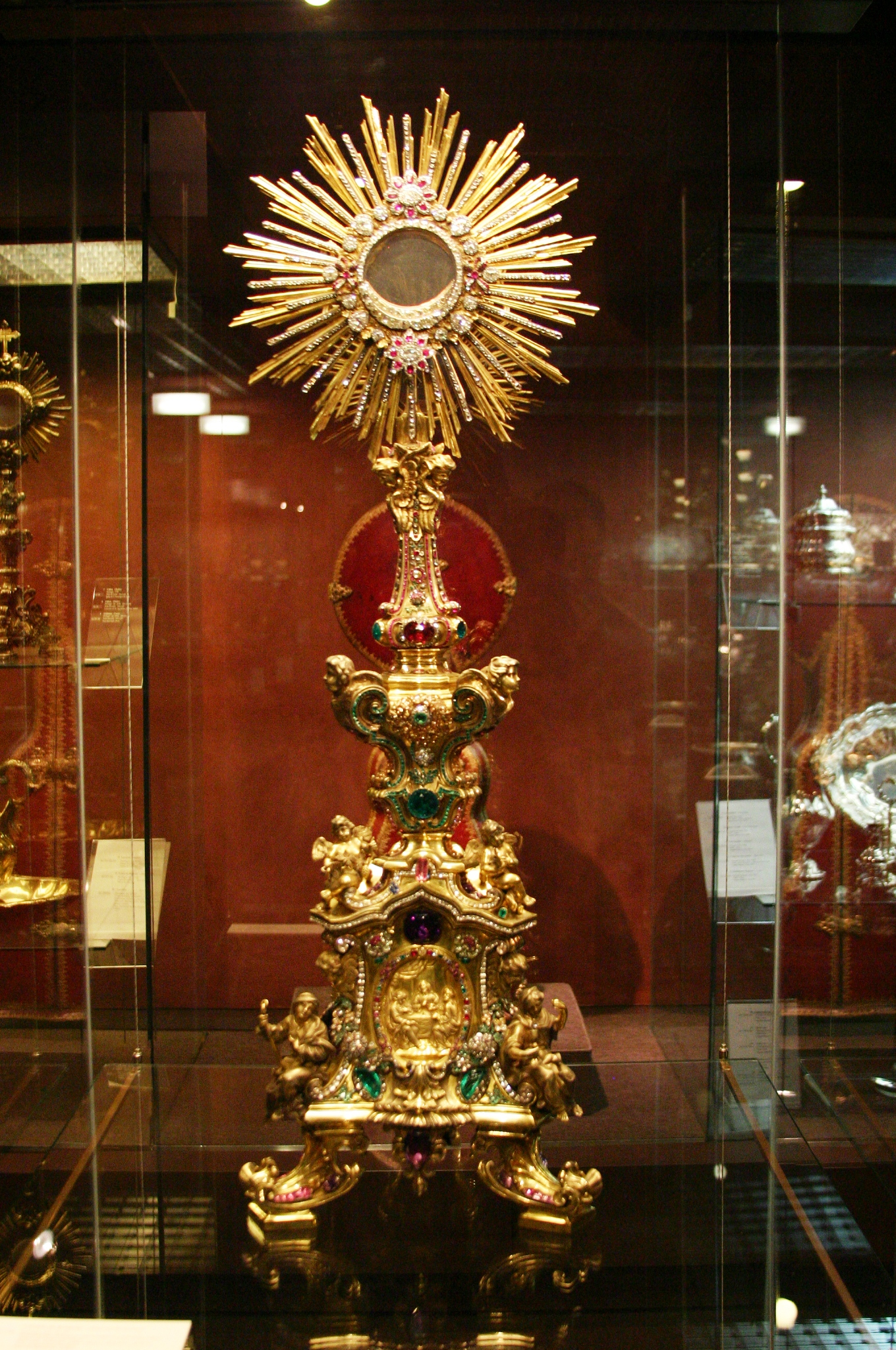
Mонстранц. XVIII в. Португалия. Национальный музей древнего искусства, Лиссабон
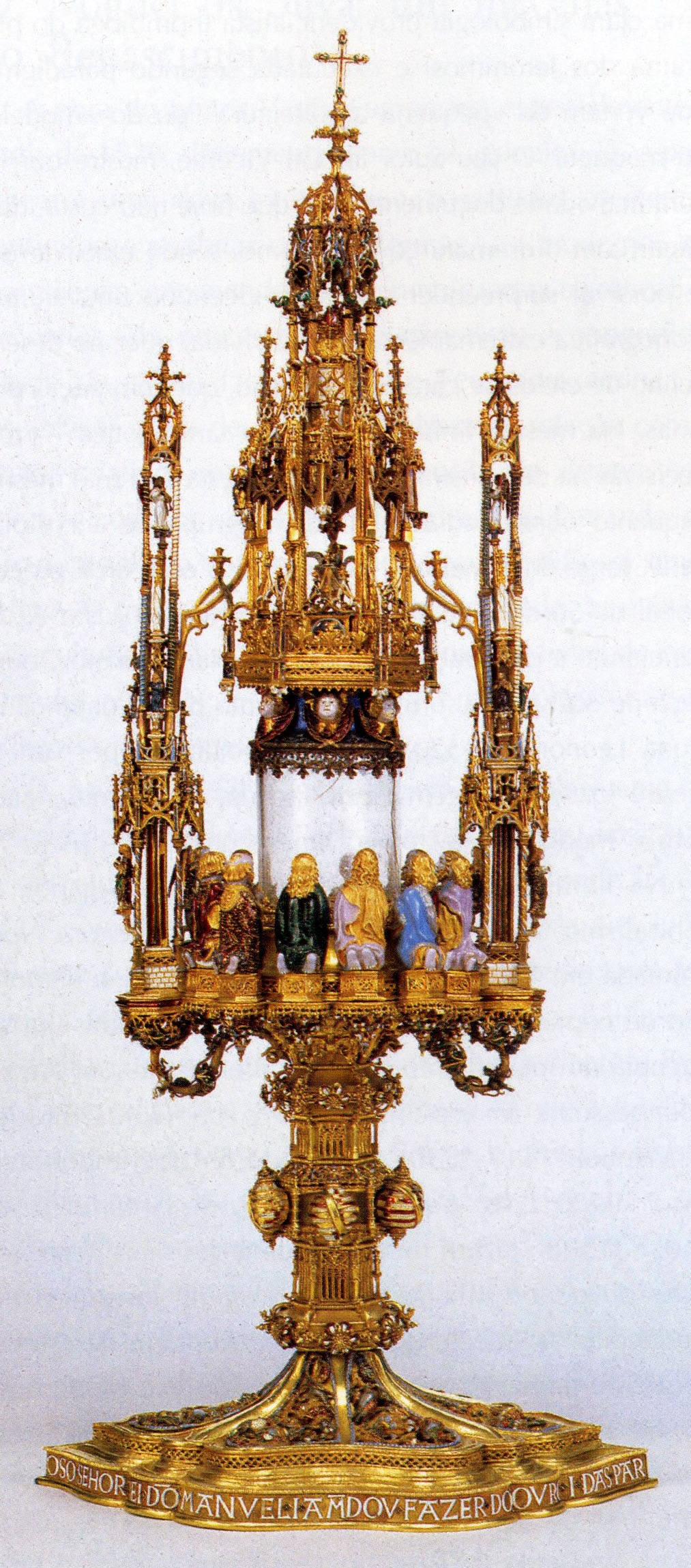
Архитектонический монстранц. 1506. Португалия. Национальный музей древнего искусства, Лиссабон